# Almorzando en el Trece
Almorzando en el Trece fue un programa de conversación social, político y cultural emitido ininterrumpidamente entre 1974 y 1999 por el Canal 13 de la Universidad Católica de Chile. Se basaba en el intercambio de opiniones en una mesa redonda entre los panelistas estables del programa e invitados de ocasión que resultaran relevantes en el quehacer público chileno, en torno a un almuerzo (de modo similar a lo que sucede en Argentina con el programa Almorzando con Mirtha Legrand). Sus productoras fueron Patricia González y María José Sánchez y su editor, Jaime Pereira Larraín.
El programa se convertiría en uno de los más emblemáticos de su género en la televisión chilena, recibiendo el premio al Mejor Programa Periodístico por el Consejo Nacional de Televisión en 1982.

## Historia
Desde principios de la década de 1970, la columna vertebral del Departamento de Prensa de Canal 13 era su informativo central Teletrece, que había debido enfrentar el cúmulo de noticias originado durante el gobierno de Salvador Allende y la dictadura militar. La gran cantidad de informaciones originados hizo que se debieran crear tres ediciones más del noticiario, entre las que destacaba Telenoche, enfocado en temas de contingencia y problemas sociales. Luego de la partida de sus conductores Pepe Guixé y Rose Marie Graepp, el 1 de enero de 1974 debuta un nuevo noticiario llamado 24 Horas, conducido por el periodista Julio López Blanco, que realizaba notas permanentes en vivo, para lo cual se habían comprado aproximadamente una decena de autos Chevrolet Impala último modelo para la movilización de los periodistas.
En agosto de 1974, el nuevo director ejecutivo de Canal 13, Eleodoro Rodríguez Matte, buscó abaratar costos dentro de la producción del canal, y termina con 24 Horas. En su reemplazo, pide al matrimonio de periodistas conformado por Marina de Navasal y José María Navasal la conducción de un nuevo programa que iría a las 12:45, que sería netamente de conversación sobre actualidad. Ambos ya trabajaban en el canal como comentaristas de Teletrece y nunca habían trabajado juntos. El 2 de septiembre de 1974 se estrena Almorzando en el Trece, que durante los siguientes 25 años, trajo a sus estudios a los principales personajes de la actualidad nacional e internacional. Marina terminaría siendo la conductora principal del espacio, luego que su esposo se dedicó por entero a su labor como comentarista internacional del noticiero del canal.
En 1976, se les unen los periodistas Hernán Olguín, Claudio Sánchez, María Angélica de Luigi y Julio Martínez, para luego unírseles en 1979, los periodistas Carmen Jaureguiberry, Gloria Stanley, Bernardo de la Maza y María Teresa Serrano "La Coneja", y en 1984, Cecilia Serrano. En 1986, Hernán Olguín había dejado el programa por razones médicas, por lo que sería reemplazado por Raúl Matas, dos años más tarde en 1988. En julio de 1990, entraron el arquitecto Hernán Precht y los periodistas Luz Márquez de la Plata y Darío Rojas Rojas, luego de las salidas de De La Maza y Cecilia Serrano hacia Televisión Nacional y de Jaureguiberry y Stanley a Megavisión.
El 31 de diciembre de 1993, Almorzando en el Trece fue emitido por última vez durante la semana, para moverse a los fines de semana en abril de 1994, luego de una baja de las audiencias que, anteriormente, podían ver el programa en sus hogares a la hora de almuerzo. 
Durante su última etapa, participaron esporádicamente en este programa: Mercedes Ducci, Karin Ebensperger, Susana Roccatagliata, María Inés Sáez y Cristián Warnken. Tal panel permaneció inalterable hasta la posterior cancelación del programa el 26 de diciembre de 1999.

## Tema de presentación
El tema de presentación del programa en los años 1980 fue Fox Trot de la banda Spyro Gyra; y entre el 10 de julio de 1990 y el 26 de diciembre de 1999, se usó el tema The Castle de Valentino.

## Panelistas
- Aparece
- No aparece

| Panelista          | Área de prensa       | Temporadas | Temporadas | Temporadas | Temporadas | Temporadas | Temporadas | Temporadas | Temporadas | Temporadas | Temporadas | Temporadas | Temporadas | Temporadas | Temporadas | Temporadas | Temporadas | Temporadas | Temporadas | Temporadas | Temporadas | Temporadas | Temporadas | Temporadas | Temporadas | Temporadas | Temporadas |
| Panelista          | Área de prensa       | 1974       | 1975       | 1976       | 1977       | 1978       | 1979       | 1980       | 1981       | 1982       | 1983       | 1984       | 1985       | 1986       | 1987       | 1988       | 1989       | 1990       | 1991       | 1992       | 1993       | 1994       | 1995       | 1996       | 1997       | 1998       | 1999       |
| ------------------ | -------------------- | ---------- | ---------- | ---------- | ---------- | ---------- | ---------- | ---------- | ---------- | ---------- | ---------- | ---------- | ---------- | ---------- | ---------- | ---------- | ---------- | ---------- | ---------- | ---------- | ---------- | ---------- | ---------- | ---------- | ---------- | ---------- | ---------- |
| Marina de Navasal  | Artes                |            |            |            |            |            |            |            |            |            |            |            |            |            |            |            |            |            |            |            |            |            |            |            |            |            |            |
| José María Navasal | Internacional        |            |            |            |            |            |            |            |            |            |            |            |            |            |            |            |            |            |            |            |            |            |            |            |            |            |            |
| Hernán Olguín      | Ciencia y tecnología |            |            |            |            |            |            |            |            |            |            |            |            |            |            |            |            |            |            |            |            |            |            |            |            |            |            |